# Botár Edit

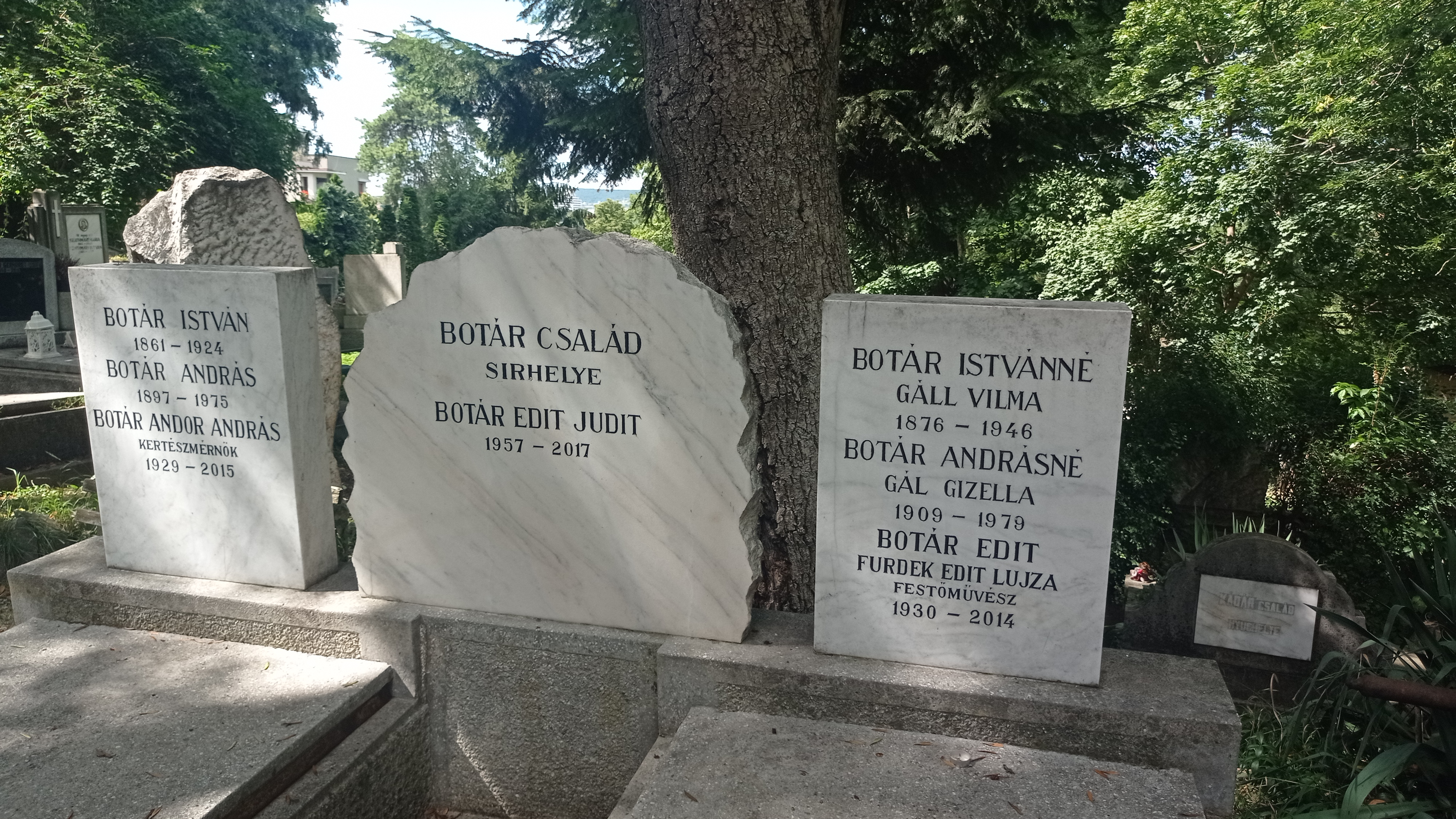
Sírja a Házsongárdi temető lutheránus részében

Botár Edit (Marosújvár, 1930. január 12. – Budapest,  2014. június 28.) erdélyi magyar báb- és díszlettervező, textilművész, grafikus, festőművész, az erdélyi akvarellfestés képviselője. Botár Andor felesége.

## Élete
Középiskolai tanulmányait Nagyszebenben, Marosvásárhelyen és Kolozsvárott végezte.  1950-1956 között a kolozsvári Ion Andreescu Képzőművészeti Főiskolán tanult, ahol Bene József és Kádár Tibor voltak mesterei.
A kolozsvári Állami Bábszínház díszlettervezője; megtervezte Bajor Andor, Benedek Elek, Hervay Gizella, Kovács Nemere, Méhes György, Palocsay Zsigmond, Veress Zoltán játékainak bábjait, díszleteit. Móricz Zsigmond állatmeséihez népművészeti stílusban készített díszleteiről Zágrábban színes film készült (1968). A Pomologia R. S. R. című gyümölcsismerettani szakmunka VI–VIII. köteteinek (1966–69) színes illusztrációival nemzetközi elismerést szerzett Párizsban. Ruha István hegedűművészről olajportrét készített (1978). Akvarelljeivel hazai és nemzetközi tárlatokon szerepelt, a Korunk Galériában a régi Kolozsvár hangulatát ébresztő műemlékfestményeivel tűnt fel.
1993-ban áttelepült Magyarországra, folyamatosan dolgozott tovább. 1999-ben a Vármegye Galériában rendezett kiállításának megnyitó beszédét Kányádi Sándor mondta, 2005-ben Banner Zoltán művészettörténész méltatta munkásságát egy újabb kiállításon. Rendszeresen részt vesz műveivel például az Erdélyi művészek Leányfalun című rendezvénysorozaton, művei a 20. jubileumi csoportos kiállításról sem hiányoztak, melyet 2010. május 1-jén nyitottak meg.

## Jelentősebb kiállításai

### Egyéni kiállítások
- 1964 Kisgaléria, Kolozsvár
- 1969 Csíkszereda
- 1969 Székelyudvarhely
- 1970 Marosvásárhely
- 1972 Nagygaléria, Kolozsvár
- 1973 Művészeti Galéria, Szatmárnémeti
- 1973 Művészeti Galéria, Arad
- 1973 Városi Galéria, Nagykároly
- 1975 Sepsiszentgyörgy
- 1979 Korunk Galéria, Kolozsvár
- 1985 Kolozsvár
- 1993 Magángyűjtemények Múzeuma, Kolozsvár
- 1999 Vármegye Galéria, Budapest
- 2005 Vármegye Galéria,  Budapest

### Csoportos kiállítások (válogatás)
- 1956 Bukarest
- 1960 Varsó
- 2010 Faluház, Leányfalu